# Montendre
Montendre ist eine französische Gemeinde mit 3226 Einwohnern (Stand 1. Januar 2022) im Département Charente-Maritime in der Region Nouvelle-Aquitaine; sie gehört zum Arrondissement Jonzac und zum Kanton Les Trois Monts.

## Geschichte

### InternierungslagerCamp des Chaumes
Nordwestlich von Montendre, etwa 250 Meter vom Bahnhof entfernt, wurde 1939 das Camp des Chaumes eingerichtet. Es war für die Unterbringung französischer Flüchtlinge gedacht, die während des Westfeldzugs vor der vorrückenden deutschen Wehrmacht flohen. Nach dem Einmarsch der deutschen Truppen am 22. Juni 1940 wurden in diesem Lager dann spanische Bürgerkriegsflüchtlinge untergebracht, unter anderem auch diejenigen, die zuvor in Montguyon interniert waren. Das von einem drei Meter hohen Stacheldrahtzaun umgebene Lager für etwa 600 Flüchtlinge stand unter deutscher Leitung, wurde aber von französischen Gendarmen und Zivilgardisten bewacht.
Die Lagerinsassen arbeiteten auf dem deutschen Luftwaffenstützpunkt Bussac-Forêt, in französischen Unternehmen, die für die Deutschen arbeiteten, und auf Farmen in der Nähe. Dass sie für ihre Arbeit entlohnt wurden, spricht dafür dass sie in Groupements de Travailleurs Etrangers (G.T.E., Gruppen ausländischer Arbeitnehmer) zusammengefasst waren.
Nach der Befreiung von Montendre am 1. September 1944 wurden im Camp des Chaumes bis 1947 deutsche Kriegsgefangene interniert.
Am 2. Juli 2015 fand in Montendre eine Gedenkveranstaltung zu Ehren der im Camp des Chaumes internierten Spanier statt. Aus diesem Anlass wurde auch ein Dokumentarfilm über das Lager und seine Insassen gezeigt.

## Bevölkerungsentwicklung
- 1962: 2760
- 1968: 2864
- 1975: 3480
- 1982: 3330
- 1990: 3140
- 1999: 3117
- 2017: 3242

## Sehenswürdigkeiten
Siehe auch: Liste der Monuments historiques in Montendre
Das Schloss Montendre (9. Jahrhundert) wurde auf den Ruinen eines römischen Oppidum gebaut. Die Burg wurde im 12. Jahrhundert erweitert und im 15. Jahrhundert erneuert. Von der Anlage existieren heute noch ein Rundturm, ein rechteckiger Turm und Teile der Mauern. Im rechteckigen Turm befindet sich mittlerweile das Musée d’Art et Traditions Populaires de Montendre.
Die Markthalle wurde von 1859 bis 1863 im Stil des Historismus errichtet.

## Städtepartnerschaften
- Onda, Region Valencia, Spanien
- Sulz am Neckar, Baden-Württemberg, Deutschland